# باندیکوت
باندیکوت‌ها (به انگلیسی: Bandicoot) مانند کانگوروها به گروه کیسه داران تعلق دارند. این حیوانات کیسه‌هایی دارند که نوزاد خود را در آن حمل می‌کنند. کیسهٔ باندیکوت‌ها در عقب بدنشان باز می‌شود. باندیکوت‌ها دارای پوستی خاکستری-قهوه‌ای رنگ بوده و از نظر اندازه و شکل ظاهری به موشها شباهت دارند، ولی برخی از آن‌ها از موش بزرگتر هستند. آنها درسوراخ‌های زیرزمینی لانه می‌سازند و از حشره‌ها، کرمها و ریشهٔ درختان تغذیه می‌کنند. باندیکوت‌ها در استرالیا و گینه نو زندگی می‌کنند.